# Bătălia de la Ligny
Bătălia de Ligny a adus față în față, la 16 iunie 1815, o armată franceză a primului imperiu, condusă de împăratul Napoleon I și o armată prusacă condusă de mareșalul von Blücher. Atacul a început ideal pentru francezi, care nu au zăbovit în a trece la ofensivă în fața unor trupe prusace care nu apucaseră încă să se concentreze. Unul din Corpurile de armată prusace, aflat prea departe, nu a mai putut interveni, iar francezii au reușit destul de rapid să penetreze linia inamică, grație atacurilor bine conduse de Grouchy și Gérard. Pentru a da lovitura de grație, menită să le taie retragerea și să le întoarcă flancul, Napoleon cheamă puternicul Corp de armată al generalului Drouet d'Erlon. Acest Corp avusese misiunea inițială de a menține contactul cu armata mareșalului Ney, angajată simultan la Quatre Bras. Tocmai când trupele lui Drouet d'Erlon manevrau pentru a se pune în poziția de atac, generalul a primit ordin de la superiorul său direct, mareșalul Ney, să îi vină în ajutor. Aceste trupe nu au mai ajuns în timp util nici în acea parte, astfel că nu au participat la niciuna dintre cele două bătălii. Văzând retragerea trupelor ce ar fi trebuit să încununeze victoria, împăratul francez trimite la atac Garda Imperială Franceză, dar aceasta nu poate decât să respingă ultimele elemente prusace, nefiind în poziția necesară pentru a le tăia retragerea.  Pe plan tactic a fost o victorie franceză, dar strategic nu a schimbat radical situația campaniei. Bătălia de la Ligny nu a reprezentat victoria decisivă la care se aștepta Napoleon, astfel că von Blücher a putut să îi trimită ducelui de Wellington întăririle necesare pentru ca acesta să poată învinge, la 18 iunie, în cadrul Bătăliei de la Waterloo.